# پیتر جی. شولتز
پیتر جی شولتز (متولد ۲۳ ژوئن ۱۹۵۶) یک شیمی‌دان اهل آمریکا است. وی رئیس و استاد شیمی موسسه تحقیقاتی اسکریپس،  بنیان‌گذار و رئیس سابق بنیاد پژوهشی موسسه جنومیکس نواریتس، و رئیس بنیان‌گذار موسسه تحقیقات زیست پزشکی کالیفرنیا (Calibr) است که در سال ۲۰۱۲ تأسیس شده‌است. در اوت ۲۰۱۴، مجله نیچر بیوتکنولوژی از شولتز به‌عنوان برترین پژوهشگر علوم کاربردی در سال ۲۰۱۳ یاد کرد